# Muellerina abyssicola
Muellerina abyssicola är en kräftdjursart som först beskrevs av Georg Ossian Sars 1866.  Muellerina abyssicola ingår i släktet Muellerina och familjen Hemicytheridae. Arten är reproducerande i Sverige. Inga underarter finns listade i Catalogue of Life.